# 胡汝淳
胡汝淳（16世紀—17世紀），字子灏，號遠志、柏斋，南直隶蘇州府長洲人，明朝政治人物。

## 生平
萬曆三十七年（1609年）己酉科舉人，四十一年（1613年）癸丑科進士，都察院觀政，授南京武學教授，四十三年升國子監助教，四十六年官至工部都水司主事，四十七年管荆关工部抽分厰，天啓元年管南旺閘，辞官養病。著有《柏斋舒逸篇》。

## 家族
曾祖胡橒，任浙江宁波府同知。祖父胡應轸，任武義知县。父胡宁臣，金華府通判。

## 引用
1. ↑  《萬曆四十一年癸丑科進士履歷》：胡汝淳，远志，書四房，乙未二月二十一日生。吴县人，己酉鄉試十七名，会试一百三十七名，三甲一百七名。都察院政，授南武学授，乙卯升助教，戊午升工部都水司主事，己未荆州抽分，辛酉管南旺閘，养病。
2. ↑  《苏州府志》